# NGC 2826
NGC 2826 (również PGC 26346 lub UGC 4939) – galaktyka spiralna (S0-a), znajdująca się w gwiazdozbiorze Rysia. Odkrył ją 13 marca 1850 roku George Stoney – asystent Williama Parsonsa.